# Елизабета II
Елизабета II (енгл. Elizabeth II), пуним именом Елизабета Александра Мери (енгл. Elizabeth Alexandra Mary; Лондон, 21. април 1926 — Замак Балморал, 8. септембар 2022), била је краљица Уједињеног Краљевства и крунских земаља Комонвелта од 6. фебруара 1952. до своје смрти 2022. године. Владала је у 32 суверене државе током свог живота и остала је монарх у 15 земаља до своје смрти. Њена владавина од преко 70 година је најдужа владавина неког британског монарха, најдужа владавина неког женског монарха и друга најдужа верификована владавина неког монарха суверене државе у историји.
Елизабета је рођена у Мејферу, у Лондону, током владавине њеног деде по оцу, краља Џорџа V. Била је прво дете војводе и војвоткиње од Јорка (касније краља Џорџа VI и краљице Елизабете, краљице мајке). Њен отац је ступио на престо 1936. након абдикације свог брата Едварда VIII, чиме је десетогодишња принцеза Елизабета постала престолонаследница. Школовала се приватно код куће и почела је да обавља јавне дужности током Другог светског рата, служећи у Помоћној територијалној служби. У новембру 1947. удала се за Филипа Маунтбатена, бившег принца Грчке и Данске, а њихов брак је трајао 73 године до његове смрти 2021. године. Имали су четворо деце: Чарлса, Ану, Ендруа и Едварда.
Када је њен отац умро у фебруару 1952, Елизабета — тада 25-годишњакиња — постала је краљица седам независних земаља Комонвелта: Уједињеног Краљевства, Канаде, Аустралије, Новог Зеланда, Јужне Африке, Пакистана и Цејлона (данас познатог као Шри Ланка), као као и шеф Комонвелта. Елизабета је владала као уставни монарх кроз велике политичке промене као што су биле Северноирски сукоб, деволуција у Уједињеном Краљевству, деколонизација Африке и приступање Уједињеног Краљевства Европској заједници, као и његово накнадно повлачење. Број њених крунских земаља је варирао током времена како су територије стицале независност, а неке области постајале републике. Као краљицу, Елизабету је служило више од 170 премијера широм њених земаља. Њене бројне историјске посете и састанци укључивали су државне посете Кини 1986. године, Русији 1994. и Републици Ирској 2011. године, као и састанке са петорицом папа и четрнаест председника Сједињених Држава.
Значајни догађаји током Елизабетине владавине су укључивали њено крунисање 1953, као и прославу њеног Сребрног, Златног, Дијамантског и Платинастог јубилеја 1977, 2002, 2012. и 2022. године. Иако се повремено суочавала са републиканизмом и медијским критикама своје породице — посебно након распада бракова њене деце, њеног annus horribilis-а 1992. и смрти бивше снаје Дајане 1997. године — подршка монархији у Уједињеном Краљевству је остало константно висока током њеног живота, као и њена лична популарност. Елизабета је умрла са 96 година у замку Балморал у септембру 2022. године, а наследио ју је њен најстарији син, Чарлс III.

## Детињство
Елизабета је рођена 21. априла 1926, као прво дете принца Алберта, војводе од Јорка (касније краља Џорџа VI), и његове супруге Елизабете, војвоткиње од Јорка (касније краљице Елизабете, краљице мајке). Њен отац је био други син краља Џорџа V и краљице Марије, а мајка је била најмлађа ћерка шкотског аристократе Клода Боуз Лајона, 14. грофа од Стратмора и Кингхорна. Дошла је на свет царским резом у 02:40 по гриничком средњем времену у лондонској резиденцији њеног деде по мајци, у Улици Брутон број 17. Англикански надбискуп од Јорка, Космо Гордон Ленг, крстио ју је у приватној капели Бакингемске палате 29. маја, када је добила име Елизабета по својој мајци; Александра по прабаби по оцу, која је умрла шест месеци раније; а Мери по баби по оцу. Њена ближа породица звала ју је „Лилибет”, како је она саму себе у почетку звала. Била је веома драга свом деди Џорџу V, кога је од миља звала „Деда Енглеска”, а њеним редовним посетама краљу током његове тешке болести 1929. се у штампи и каснијим биографима приписују заслуге за подизање његовог расположења и помоћ при опоравку.
Елизабетина једина сестра, принцеза Маргарета, рођена је 1930. године. Две принцезе су школоване код куће под надзором своје мајке и гувернанте Мерион Крофорд. Њихове лекције су се концентрисале на историју, језик, књижевност и музику. Крофордова је 1950. објавила књигу у којој је описано Елизабетино и Маргаретино детињство под насловом Мале принцезе, која је изазвала згражавање краљевске породице. Књига описује Елизабетину љубав према коњима и псима, њену уредност и њен став према одговорностима. Други су такође истакли таква запажања: Винстон Черчил је описао Елизабету када је имала две године као „карактер. Има задивљујући ауторитет и рефлексивност за једну бебу.” Њена рођака Маргарет Роудс ју је описала као „срећну девојчицу, суштински разумну и лепо васпитану”. Елизабета је детињство провела првенствено у резиденцији Јоркових на адреси Пикадили 145 (њиховој градској кући у Лондону) и Ројал лоџу у Виндзору.

## Наследница престола
Током владавине свог деде, Елизабета је била трећа у реду наследства британског престола, иза свог стрица Едварда, принца од Велса, и свог оца. Иако је њено рођење изазвало интересовање јавности, није се очекивало да она постане краљица, пошто је Едвард још увек био млад и очекивало се да ће се оженити и имати сопствену децу, која би имала предност у наследном реду у односу на Елизабету. Када је њен деда умро 1936, а њен стриц проглашен краљем Едвардом VIII, постала је друга у реду за престо, после свог оца. Касније те године, Едвард је абдицирао, након што је његов предложени брак са разведеном Американком Волис Симпсон изазвао уставну кризу. Сходно томе, Елизабетин отац је постао краљ, узевши престоно име Џорџ VI. Пошто Елизабета није имала браће, постала је престолонаследница. Да су њени родитељи касније добили сина, он би имао предност у наследном реду у односу на њу, што је било одређено примогенитуром мушке преференције која је била на снази у то време.
Елизабета је похађала приватне часове из уставне историје Хенрија Мартена, заменика директора Колеџа Итон, и учила је француски језик од низа француских гувернанта. Покрет извиђачица Бакингемске палате формиран је посебно да би Елизабета могла да се дружи са девојчицама њених година.
Године 1939, Елизабетини родитељи су обишли Канаду и Сједињене Државе. Као и 1927. године, када су били на турнеји по Аустралији и Новом Зеланду, Елизабета је остала у Британији пошто је њен отац сматрао да је премлада за јавне турнеје. „Деловала је уплакано” док су јој родитељи одлазили. Редовно су се дописивали, а она и њени родитељи су обавили први краљевски трансатлантски телефонски позив 18. маја.

### Други светски рат
У септембру 1939, Уједињено Краљевство је ушло у Други светски рат. Лорд Хејлшам је предложио да принцезе Елизабета и Маргарета буду евакуисане у Канаду како би избегле честа немачка ваздушна бомбардовања Лондона. Овај предлог је одбацила њихова мајка, која је изјавила: „Деца неће ићи без мене. Ја нећу отићи без краља. А краљ никада неће отићи.” Принцезе су остале у замку Балморал у Шкотској, све до децембра 1939, када су се преселиле у Сандрингам хаус у Норфоку. Од фебруара до маја 1940. живеле су у Ројал лоџу у Виндзору, све док се нису преселиле у замак Виндзор, где су становале већи део наредних пет година. У Виндзору су принцезе изводиле пантомиму током Божићних представа како би прикупиле помоћ Краљичином фонду за вуну, који је куповао предиво за плетење војних униформи. Године 1940, 14-годишња Елизабета се први пут обратила путем радија током BBC-јевог Дечјег сата, обраћајући се другој деци која су евакуисана из градова. Она је изјавила: „Трудимо се да учинимо све што можемо да помогнемо нашим галантним морнарима, војницима и авијатичарима, а трудимо се да и сами издржимо своју порцију опасности и туге рата. Свако од нас зна да ће на крају све бити добро.”
Године 1943, Елизабета је имала свој први самостални јавни наступ у посети Гренадирској гарди, за коју је постављена за пуковника претходне године. Како се приближавала свом 18. рођендану, Парламент је променио закон тако да је могла да делује као један од пет државних саветника у случају неспособности или одсуства њеног оца у иностранству, као што је била његова посета Италији у јулу 1944. године. Фебруара 1945. године постављена је за почасног другог подређеног у Помоћној територијалној служби са службеним бројем 230873. Школовала се за возача и механичара и пет месеци касније добила је чин почасног млађег команданта (женски еквивалент капетана у то време).
На дан победе у Европи, Елизабета и Маргарета су се потајно придружиле слављеничкој маси на улицама Лондона. Елизабета је касније у једном ретком интервјуу изјавила: „Питали смо моје родитеље да ли можемо да изађемо и да се саме уверимо. Сећам се да смо се плашили да нас препознају... Сећам се редова непознатих људи који су држали под руку и ходали низ Вајтхол, да нас је све захватила плима среће и олакшања.”
Током рата, прављени су планови да се угуши велшки национализам тако што би се Елизабета ближе повезала са Велсом. Предлози, као што је било њено именовање за констабла замка Кернарфон или покровитеља Велшке лиге младих, одбачени су из неколико разлога, укључујући страх од повезивања Елизабете са политичким противницима у време када је Британија била у рату. Велшки политичари су предложили да она постане принцеза од Велса на њен 18. рођендан. Министар унутрашњих послова Херберт Морисон је подржао ту идеју, али ју је краљ одбацио јер је сматрао да таква титула припада искључиво супрузи принца од Велса, као и да је принц од Велса одувек био мушки наследник.
Елизабета је отишла на своју прву прекоокеанску турнеју 1947. године, пратећи своје родитеље кроз јужну Африку. Током турнеје, у радио-емисији емитованој широм Комонвелта на њен 21. рођендан, она је дала следеће обећање:
Пред свима вама изјављујем да ће цео мој живот, био он дуг или кратак, бити посвећен служби вама и служби нашој великој царској породици којој сви припадамо. Али нећу имати снаге да сама спроведем ову одлуку осим ако јој се не придружите са мном, као што вас сада позивам да учините: знам да ће ваша подршка непогрешиво бити дата. Боже помози ми да испуним свој завет, и нека Бог благослови све вас који сте вољни да учествујете у њему.

### Брак
Елизабета је упознала свог будућег супруга, принца Филипа од Грчке и Данске, 1934. године, а поново су се срели три године касније. Били су рођаци у другом колену преко краља Кристијана IX Данског и рођаци у трећем колену преко краљице Викторије. Након што се у јулу 1939. срели по трећи пут на Краљевском поморском колеџу у Дартмуту, Елизабета је — иако је имала само 13 година — рекла да се заљубила у Филипа, који је имао 18 година, и да су почели да размењују писма. Имала је 21 годину када је њихова веридба званично објављена 9. јула 1947. године.
Веридба је изазвала неке контроверзе. Филип није био финансијски обезбеђен, био је рођен у иностранству (иако је био британски поданик који је служио у Краљевској морнарици током Другог светског рата), и имао је сестре које су се удале за немачке племиће са нацистичким везама. Мерион Крофорд је написала: „Неки од краљевих саветника нису га сматрали довољно добрим за њу. Био је принц без дома и краљевства. Неке од новина су на сва врата истицала Филипово страно порекло.” Касније биографије извештавале су да је Елизабетина мајка у почетку гајила резерве према овој вези и да је Филипа задиркивала као „Хуна”. Касније, међутим, рекла је биографу Тиму Хилду да је Филип био „енглески џентлмен”.
Пре брака, Филип се одрекао својих грчких и данских титула, званично прешао из грчког православља у англиканство, и усвојио титулу поручника Филипа Маунтбатена, узевши презиме британске породице своје мајке. Непосредно пре венчања, проглашен је за војводу од Единбурга и додељена му је титула његовог краљевског височанства. Елизабета и Филип венчали су се 20. новембра 1947. у Вестминстерској опатији. Добили су 2.500 свадбених поклона из целог света. Елизабета је захтевала купоне за рационисање како би купила материјал за своју хаљину (коју је дизајнирао Норман Хартнел) јер се Британија још није потпуно опоравила од ратних разарања. У послератној Британији није било прихватљиво да Филипови немачки сродници, укључујући његове три преживеле сестре, буду позвани на венчање. Позив није упућен ни војводи од Виндзора, бившем краљу Едварду VIII.
Елизабета је родила своје прво дете, принца Чарлса, у новембру 1948. године. Месец дана раније, краљ је издао патентна писма која су дозвољавала њеној деци да користе титуле краљевског принца или принцезе, на шта иначе не би имали право пошто њихов отац више није био краљевски принц. Друго дете, принцеза Ана, рођено је у августу 1950. године.
Након венчања, брачни бар је закупио кућу Виндлшам Мур, у близини замка Виндзор, до јула 1949. када су се настанили у Кларенс хаусу у Лондону. У различитим периодима између 1949. и 1951. Филип је био стациониран у британској крунској колонији Малти као официр Краљевске морнарице. Он и Елизабета су повремено живели на Малти неколико месеци у вили Гвардаманђа, изнајмљеном дому Филиповог ујака лорда Маунтбатена. Њихово двоје деце остало је у Британији.

## Владавина

### Долазак на престо и крунисање
Како се здравље Џорџа VI погоршало током 1951. године, Елизабета га је често замењивала на јавним догађајима. Када је у октобру 1951. посетила Канаду и америчког председника Харија Трумана у Вашингтону, њен лични секретар Мартин Чартерис је носио нацрт декларације о доласку на престо у случају да краљ умре у њеном одсуству. Почетком 1952, Елизабета и Филип су кренули на турнеју по Аустралији и Новом Зеланду преко британске колоније Кеније. Њих двоје су се 6. фебруара управо вратили у свој кенијски дом, Сагана лоџ, након ноћи проведене у хотелу у националном парку Абердаре, када је стигла вест о смрти Елизабетиног оца; Филип је саопштио новој краљици вест. Она је одабрала да задржи име Елизабета као своје престоно име, па је стога проглашена Елизабетом II. Ова нумерација је увредила неке Шкоте, пошто је она била прва Елизабета која је владала Шкотском. Проглашена је за краљицу у свим својим земљама, а са Филипом се брзо вратила у Уједињено Краљевство. Елизабета и Филип су се потом преселили у Бакингемску палату.
Са Елизабетиним доласком на престо, чинило се могућим да ће краљевска династија понети име њеног мужа, у складу са обичајем удатих жена тог времена. Лорд Маунтбатен се залагао за династију Маунтбатен, а Филип је предложио династију Единбург, по својој војводској титули. Британски премијер Винстон Черчил и Елизабетина бака краљица Марија су се залагали за задржавање имена Виндзор. Елизабета је 9. априла 1952. издала изјаву да ће краљевска династија и даље носити име Виндзор. Филип није био задовољан овом одлуком: „Ја сам једини човек у земљи коме није дозвољено да да своје име сопственој деци.” Године 1960, презиме Маунтбатен-Виндзор је усвојено за Филипове и Елизабетине потомке по мушкој линији који не носе краљевске титуле.
У току припрема за крунисање, принцеза Маргарета је рекла својој сестри да жели да се уда за Питера Таунсенда, разведеног официра 16 година старијег од Маргарете, са два сина из претходног брака. Елизабета их је замолила да сачекају годину дана; по речима њеног приватног секретара: „Краљица је била природно попустљива према принцези, али сматрам да је мислила — надала се — да ће њихова афера с временом згаснути.” Политичари на виским позицијама су били против ове везе, а Црква Енглеске није дозвољавала поновни брак након развода. Да је Маргарета склопила грађански брак, од ње би се очекивало да се одрекне свог права наследства. Маргарета је стога одлучила да прекине своје планове за брак са Таунсендом. Године 1960, удала се за Ентонија Армстронга-Џоунса, који је следеће године проглашен за грофа од Сноудона. Развели су се 1978. године; Маргарета се није преудала.
Упркос смрти краљице Марије 24. марта 1953. године, крунисање је одржано по плану 2. јуна, као што је Марија тражила. Церемонија крунисања у Вестминстерској опатији је по први пут емитована на телевизији, са изузетком миропомазања и причешћа. По налогу Елизабете, њена хаљина са крунисања је била извезена цветним амблемима земаља Комонвелта.

### Рана владавина
Од Елизабетиног рођења па надаље, Британска империја је наставила своју трансформацију у Комонвелт нација. Када је постала краљица 1952. године, њена улога шефице више независних држава већ је била озваничена. Године 1953, Елизабета и њен супруг су кренули на седмомесечну турнеју око света, посетивши 13 земаља и прешавши више од 64.000 километара копном, морем и ваздухом. Постала је први владајући монарх Аустралије и Новог Зеланда који је посетио те нације. Током турнеје, гужве су биле огромне; процењује се да ју је видело три четвртине становништва Аустралије. Током своје владавине, Елизабета је обавила стотине државних посета других земља и обилазака Комонвелта; била је шеф државе са највише обављених посета.
Године 1956, британски и француски премијери, сер Ентони Идн и Ги Моле, разговарали су о могућности придруживања Француске Комонвелту. Предлог никада није прихваћен, а следеће године Француска је потписала Римски уговор којим је успостављена Европска економска заједница, претеча Европске уније. У новембру 1956, Британија и Француска су извршиле инвазију на Египат у неуспешном покушају да заузму Суецки канал. Лорд Маунтбатен је рекао да се Елизабета противила инвазији, иако је Идн то негирао. Идн је поднео оставку два месеца касније.
Владајућа Конзервативна партија није имала формални механизам за избор лидера, што је значило да је на Елизабети било да одлучи коме да наложи да формира владу након Иднове оставке. Идн јој је препоручио да се консултује са лордом Солсберијем, лордом председником Савета. Лорд Солсбери и лорд Килмир, лорд канцелар, консултовали су се са Кабинетом, Черчилом и председником комитета из 1922, што је резултовало тиме да је Елизабета именовала њој препорученог кандидата: Харолда Макмилана.
Суецка криза и избор Идновог наследника довели су 1957. до прве веће личне критике краљице Елизабете. У једном часопису, који је поседовао и уређивао, Лорд Олтринчем ју је оптужио да је „без додира са народом”. Олтринчема су осудиле јавне личности, а један грађанин га је ошамарио згрожен његовим коментарима. Шест година касније, 1963. године, Макмилан је поднео оставку и саветовао Елизабету да именује Алека Дагласа-Хјума за премијера, што је она и урадила. Елизабета се поново нашла на мети критика јер је именовала премијера по савету малог броја министара или једног министра. Конзервативци су 1965. усвојили формални механизам за избор лидера, чиме су краљицу ослободили њеног учешћа.
Године 1957, Елизабета је боравила у државној посети Сједињеним Државама, где се обратила Генералној скупштини Уједињених нација у име Комонвелта. На истој турнеји отворила је заседање 23. канадског парламента, поставши први монарх Канаде који је отворио парламентарну седницу. Две године касније, искључиво у својству краљице Канаде, поново је посетила Сједињене Државе и обишла Канаду. Године 1961, обишла је Кипар, Индију, Пакистан, Непал и Иран. Током посете Гани исте године, она је одбацила стрепње за њену безбедност, иако је њен домаћин, председник Кваме Нкрума, који ју је заменио на месту шефа државе, био мета атентатора. Харолд Макмилан је написао: „Краљица је била апсолутно одлучна све време... Нестрпљива је због става да се према њој односи као према... филмској звезди... Она заиста има 'срце и стомак мушкарца'... Она воли своју дужност и одлучна је да буде краљица.” Пре њене турнеје по деловима Квебека 1964. године, штампа је известила да су екстремисти унутар сепаратистичког покрета Квебека планирали Елизабетино убиство. Није било оваквих покушаја, али је избила побуна док је била у Монтреалу; забележена је њена „смиреност и храброст пред насиљем”.
Елизабета је родила своје треће дете, принца Ендруа, у фебруару 1960. године, што је био први порођај владајуће британске краљице од 1857. године. Њено четврто дете, принц Едвард, рођен је у марту 1964. године.

### Политичке реформе и кризе
Шездесетих и седамдесетих година 20. века дошло је до убрзања деколонизације Африке и Кариба. Више од 20 земаља стекло је независност од Британије у склопу планираног преласка на самоуправу. Године 1965, међутим, родезијски премијер Ијан Смит, у супротности са тежњама ка владавини већине, једнострано је прогласио независност, обећавајући „лојалност и оданост” Елизабети, проглашавајући је „краљицом Родезије”. Иако га је Елизабета формално отпустила, а међународна заједница увела санкције Родезији, његов режим је опстао више од једне деценије. Како су везе Британије са њеном бившом империјом слабиле, британска влада је затражила улазак у Европску заједницу, којој је формално приступила 1973. године.
Краљица се 1966. нашла на мети критика зато што је чекала осам дана пре него што је посетила велшко село Аберфан, где је рударска катастрофа однела животе 116 деце и 28 одраслих. Мартин Чартерис је рекао да је ово кашњење, направљено по његовом савету, била грешка због које је Елизабета касније пожалила.
Елизабета је обишла Југославију у октобру 1972, поставши први британски монарх који је посетио неку комунистичку државу. На аеродрому ју је примио председник Јосип Броз Тито, а у Београду су је дочекале хиљаде људи.
У фебруару 1974, британски премијер Едвард Хит саветовао је Елизабету да распише опште изборе усред своје турнеје по аустронежанском пацифичком обручу, захтевајући од ње да се врати у Британију. Избори су резултовали тиме да ниједна странка није имала већину у парламенту; Хитови конзервативци нису били највећа странка, али су могли да остану на власти ако би формирали коалицију са Либералном странком. Када су дискусије о формирању коалиције пропале, Хит је поднео оставку, а Елизабета је затражила од лидера опозиције, лабуристе Харолда Вилсона, да формира владу.
Годину дана касније, на врхунцу уставне кризе у Аустралији, аустралијског премијера, Гофа Витлама, разрешио је дужности генерални гувернер сер Џон Кер, након што је Сенат под контролом опозиције одбацио Витламове предлоге буџета. Пошто је Витлам имао већину у Представничком дому, његов председник Гордон Сколс апеловао је на Елизабету да поништи Керову одлуку. Она је одбила, рекавши да се неће мешати у одлуке које су Уставом Аустралије резервисане за генералног гувернера. Ова криза је подстакла аустралијски републиканизам.
Године 1977, Елизабета је обележила свој Сребрни јубилеј (25. годишњицу доласка на престо). Разни забавни догађаји су одржани широм Комонвелта, а многи су се поклапали са њеном турнејом по Комонвелту. Прославе су потврдиле Елизабетину популарност, упркос негативном извештавању штампе о растанку принцезе Маргарете од свог мужа, лорда Сноудона. Године 1978, Елизабета је била домаћин државне посете румунског комунистичког вође, Николаја Чаушескуа, и његове супруге Елене, иако је приватно мислила да су им „руке крваве”. Следећа година донела је два ударца за Елизабету: разоткривање Ентонија Бланта, бившег надзорника за краљичине слике, као комунистичког шпијуна и атентат на лорда Маунтбатена који је организовала Привремена ирска револуционарна армија.
Према Полу Мартину Старијем, до краја 1970-их, Елизабета је била забринута да круна „нема претерани значај” за Пјера Тридоа, канадског премијера. Тони Бен је рекао да је Елизабета сматрала Тридоа „поприлично разочаравајућим”. Чинило се да је Тридоов наводни републиканизам потврђен његовим „несташлуцима”, као што је било спуштање низ гелендере у Бакингемској палати и извођење пируете иза Елизабетиних леђа 1977. године, као и уклањање разних канадских краљевских симбола током његовог мандата. Године 1980, канадски политичари послати у Лондон да разговарају о патријацији Устава Канаде открили су да је Елизабета „боље информисана... од било ког од британских политичара или бирократе”. Била је посебно заинтересована након неуспеха закона Ц-60, који би утицао на њену улогу шефа државе.

### Опасности и неслагања
Током церемоније Поздрава бојама 1981. године, шест недеља пре венчања принца Чарлса и леди Дајане Спенсер, на Елизабету је испаљено шест хитаца из непосредне близине док је јахала лондонским Молом. Полиција је касније открила да су хици били ћорци. Седамнаестогодишњи нападач, Маркус Сарџент, осуђен је на пет година затвора, али је пуштен након три. Елизабетина прибраност и вештина у контроли свог коња били су нашироко хваљени. Тог октобра, Елизабета је била мета још једног напада док је била у посети Данидину на Новом Зеланду. Кристофер Џон Луис, који је имао 17 година, испалио је хитац из пушке калибра .22 са петог спрата зграде која је гледала на параду, али је промашио. Луис је ухапшен, али је уместо да буде оптужен за покушај убиства или издају осуђен на три године затвора због незаконитог поседовања и употребе ватреног оружја. Две године након казне, покушао је да побегне из психијатријске болнице са намером да убије Чарлса, који је био у посети земљи са Дајаном и њиховим сином принцем Вилијамом.
Од априла до септембра 1982, Елизабетин син Ендру је служио у британским снагама у Фокландском рату, због чега је она наводно била узнемирена и поносна. Дана 9. јула пробудила се у својој спаваћој соби у Бакингемској палати и открила провалника, Мајкла Фејгана, у соби са њом. У озбиљном пропусту обезбеђења, помоћ је стигла тек након два позива централи полиције у Палати. Након што је угостила америчког председника Роналда Регана у замку Виндзор 1982. и посетила његов ранч у Калифорнији 1983. године, Елизабета је била љута када је његова администрација наредила инвазију на Гренаду, једну од њених карипских земаља, а да није била обавештена.
Интензивно интересовање медија за мишљења и приватни живот краљевске породице током 1980-их довело је до серије сензационалних прича у штампи, чији је пионир био таблоид The Sun. Као што је Келвин Макензи, уредник поменутог листа, рекао својим запосленима: „Дајте ми недељу да се позабавим краљевском породицом. Не брините ако није истина — све док не буде превише гужве око тога после.” Уредник новина Доналд Трелфорд је написао у The Observer-у од 21. септембра 1986: „Краљевска сапуница је сада достигла такав ниво јавног интереса да је јасна граница између чињеница и фикције изгубљена... не ради се само о томе да неке новине не проверавају своје чињенице нити прихватају порицања: није их брига да ли су приче истините или не.” Објављено је, посебно у The Sunday Times-у 20. јула 1986, да је Елизабета била забринута да је економска политика Маргарет Тачер подстакла друштвене поделе и да је била узнемирена високом незапосленошћу, низом нереда, насиљем током штрајка рудара и Тачериним одбијањем да уведе санкције против режима апартхејда у Јужној Африци. Извори гласина су били краљевски помоћник Мајкл Шеј и генерални секретар Комонвелта Шридат Рамфал, али Шеј је тврдио да су његове примедбе извучене из контекста и улепшане спекулацијама. Тачерова је наводно рекла да би Елизабета гласала за Социјалдемократску партију — Тачерине политичке противнике. Тачерин биограф, Џон Кембел, тврдио је да су ову изјаву измислили новинари. Извештаји о непријатељству између краљице и премијерке били су преувеличани, а Елизабета јој је указала две почасти — чланство у Реду Заслуге и Реду Подвезице. Тачерову је на месту премијера заменио Џон Мејџор. Брајан Малруни, канадски премијер између 1984. и 1993. године, рекао је да је Елизабета била „сила иза сцене” у окончању апартхејда.
Године 1986, Елизабета је боравила у шестодневној државној посети Народној Републици Кини, поставши први британски монарх који је посетио ту земљу. Обилазак је укључивао Забрањени град, Кинески зид и Ратнике од теракоте. На државном банкету, Елизабета се нашалила о томе да је први британски изасланик у Кини изгубљен на мору са писмом краљице Елизабете I цару Ванлију, и приметила: „На срећу поштанске услуге су се побољшале од 1602. године”. Елизабетина посета је такође обележило прихватање обе земље да ће суверенитет над Хонгконгом бити пренет са Уједињеног Краљевства на Кину 1997. године.
До краја 1980-их, Елизабета је постала мета сатире. Исмејано је учешће млађих чланова краљевске породице у добротворној емисији It's a Royal Knockout 1987. године. У Канади, Елизабета је јавно подржала контроверзне уставне амандмане, што је изазвало критике противника предложених промена, укључујући Пјера Тридоа. Исте године, изабрана влада Фиџија је свргнута војним ударом. Као монарх Фиџија, Елизабета је подржала покушаје генералног гувернера Пенаије Ганилауа да успостави извршну власт и преговара о нагодби. Вођа државног удара Ситивени Рабука свргнуо је Ганилауа и прогласио Фиџи републиком.

### Турбулентне године
Након победе коалиције у Заливском рату, Елизабета је постала први британски монарх који се обратио на заједничком заседању Конгреса Сједињених Држава у мају 1991. године.
Дана 24. новембра 1992, у говору поводом Рубинског јубилеја (40. годишњице) њеног ступања на престо, Елизабета је 1992. годину назвала својим annus horribilis-ом. Број републиканаца у Британији је порастао због процена штампе о Елизабетином приватном богатству и извештаја о аферама и напетим браковима међу њеном широм породицом. У марту се њен други син, принц Ендру, растао од своје супруге Саре; њена ћерка, принцеза Ана, развела се од капетана Марка Филипса у априлу; бесни демонстранти у Дрездену гађали су Елизабету јајима током државне посете Немачкој у октобру; и велики пожар је избио у замку Виндзор, једној од њених званичних резиденција, у новембру. Монархија се нашла под појачаном критиком и јавном осудом. У необично личном говору, Елизабета је рекла да свака институција мора очекивати критику, али је сугерисала да би то могло да се уради са „дозом хумора, нежности и разумевања”. Два дана касније, Џон Мејџор је објавио планове за реформу краљевских финансија, који су сачињени претходне године, укључујући и то да Елизабета плаћа порез на доходак од 1993. надаље, и смањење цивилне листе. У децембру су се принц Чарлс и његова супруга Дајана званично растали. Крајем године, Елизабета је тужила новине The Sun због кршења ауторских права када су објавиле текст њене годишње Божићне поруке два дана пре него што је емитована. Новине су биле принуђене да јој плате правне трошкове и донирале су 200.000 фунти у добротворне сврхе. Елизабетини адвокати су предузели успешну акцију против поменутог листа пет година раније због кршења ауторских права након што је објавио фотографију њене снаје, војвоткиње од Јорка и њене унуке принцезе Беатрис.
У јануару 1994. Елизабета је сломила чунасту кост на левом зглобу када се коњ на коме је јахала у Сандрингему спотакнуо и пао. У октобру 1994. постала је први владајући британски монарх који је крочио на руско тло. У октобру 1995. Елизабета је обавила телефонски позив са радио водитељом из Монтреала, Пјером Брасаром, који је имитирао канадског премијера Жана Кретјена. Елизабета, која је веровала да разговара са Кретјеном, рекла је да подржава јединство Канаде и да ће покушати да утиче на референдум у Квебеку на коме се гласало о отцепљењу од Канаде.
У години која је уследила, дошло је до нових открића јавности о стању Чарлсовог и Дајаниног брака. У консултацији са својим мужем и Џоном Мејџором, као и са Џорџом Керијем, надбискупом кентерберијским, и Робертом Фелоусом, њеним приватним секретаром, Елизабета је писала Чарлсу и Дајани крајем децембра 1995, сугеришући да би њихов развод био препоручљив.
У августу 1997, годину дана након развода, Дајана је погинула у саобраћајној несрећи у Паризу. Елизабета је била на одмору са својом широм породицом у Балморалу. Два Дајанина сина, принчеви Вилијам и Хари, желели су да иду у цркву, па су их Елизабета и Филип повели тог јутра. Наредних пет дана, краљевски пар је штитио своје унуке од великог интересовања штампе тако што их је држао у Балморалу где су могли да тугују насамо, али тишина и повученост краљевске породице, и пропуст да се заставе вијоре на пола јарбола изнад Бакингемске палате, изазвао је узнемиреност јавности. Под притиском јавности, Елизабета је пристала да се врати у Лондон и обрати се нацији у директном телевизијском преносу 5. септембра, дан пре Дајанине сахране. У емисији је изразила дивљење према Дајани и сопствена осећања „као баке” према двојици принчева. Као резултат тога, већи део јавног непријатељства се смирио.
У октобру 1997. године, Елизабет и Филип су били у државној посети Индији, која је укључивала контроверзну посету месту масакра у Џалијанвала Багу да би му одали пошту. Демонстранти су узвикивали „Краљице убица, одлази”, и било је захтева да се она извини за акцију британских трупа 78 година раније. На спомен обележју у парку, она и Филип су положили венац и застали на тренутак ћутања од 30 секунди. Као резултат тога, велики део беса јавности је ублажен, а протести су отказани. Тог новембра, краљевски пар је одржао пријем у Банкетинг хаусу да обележи своју 50. годишњицу венчања. Елизабета је одржала говор и похвалила Филипову улогу супруга, назвавши га „мојом снагом и потпором”.
Године 1999, као део процеса деволуције у Уједињеном Краљевству, Елизабета је званично отворила новооснована законодавна тела Велса и Шкотске: Националну скупштину Велса у Кардифу у мају, и Шкотски парламент у Единбургу у јулу.

### Нови миленијум
На предвечерје новог миленијума, Елизабета и Филип су се укрцали на брод из Садарка, који је ишао за Миленијумску куполу. Пре него што је прошла испод Тауербриџа, Елизабета је упалила Национални миленијумски светионик у лондонском Пулу помоћу ласерске бакље. Нешто пре поноћи, званично је отворила Куполу. Током певања песме Auld Lang Syne, Елизабета се држала за руке са Филипом и премијером Тонијем Блером. После напада 11. септембра у Сједињеним Државама, Елизабета је, прекршивши традицију, наредила да се интонира америчка химна током смене страже у Бакингемској палати како би изразила своју солидарност са погођеном земљом.
Елизабета је 2002. године обележила свој Златни јубилеј, 50. годишњицу свог доласка на престо. Њена сестра и мајка умрле су у фебруару, односно марту, а медији су спекулисали о томе да ли ће јубилеј бити успешан или неуспешан. Сестрина смрт потресла је Елизабету; њена сахрана је била једна од ретких прилика у којима је Елизабета отворено плакала. Елизабета је поново кренула на опсежну турнеју по својим земљама, почевши на Јамајци у фебруару, где је опроштајни банкет назвала „незаборавним” након што је нестанак струје замрачио Краљеву кућу, званичну резиденцију генералног гувернера. Као и 1977. године, одржане су уличне забаве и комеморативне манифестације, а споменици су именовани у част тог догађаја. Милион људи присуствовало је сваког дана тродневне главне прославе јубилеја у Лондону, а ентузијазам који је јавност показала према Елизабети био је већи него што су многи новинари очекивали.
Године 2003, Елизабета је тужила Daily Mirror због кршења поверења и добила судски налог који је спречио објављивање информација које је прикупио репортер који се представљао као лакеј у Бакингемској палати. Новине су такође платиле 25.000 фунти на име њених судских трошкова. Иако је током свог живота генерално била здрава, краљица је 2003. оперисала оба колена. У октобру 2006. пропустила је отварање новог стадиона Емирејтс због напрегнутог мишића леђа који ју је мучио од лета те године.
У мају 2007, позивајући се на неименоване изворе, The Daily Telegraph је известио да је Елизабета била „огорчена и фрустрирана” политиком Тонија Блера, да је забринута да су британске оружане снаге преоптерећене у Ираку и Авганистану и да је изразила забринутост због питања руралних средина и села. Међутим, објављено је да се диви Блеровим напорима да постигне мир у Северној Ирској. Постала је први британски монарх који је прославио 60. годишњицу свог венчања у новембру 2007. године. Дана 20. марта 2008. године, у катедрали Светог Патрика у северноирској Арми, Елизабета је присуствовала првој великој служби одржаној ван Енглеске и Велса.
Елизабета се обратила Генералној скупштини УН по други пут 2010. године, поново у својству краљице свих земаља и шефа Комонвелта. Генерални секретар УН Бан Кимун ју је представио као „сидро нашег доба”. Током своје посете Њујорку, која је уследила након обиласка Канаде, званично је отворила спомен башту на британске жртве напада 11. септембра. Елизабетина 11-дневна посета Аустралији у октобру 2011. била је њена 16. посета тој земљи од 1954. године. По позиву ирске председнице Мери Макалис, у мају 2011. године боравила је у првој државној посети неког британског монарха Републици Ирској.

### Дијамантски јубилеј и рекорди
Дијамантски јубилеј 2012. обележио је Елизабетиних 60 година на престолу, а прославе су одржане широм Комонвелта и даље. Она и њен супруг су кренули на опсежну турнеју по Уједињеном Краљевству, док су њена деца и унуци пошли на краљевске турнеје по другим државама Комонвелта у њено име. Дана 4. јуна широм света су упаљени јубиларни пламенови. Краљица је 18. децембра постала први британски суверен који је присуствовао састанку мирнодопског кабинета још од Џорџа III 1781. године.
Елизабета, која је отворила Летње олимпијске игре у Монтреалу 1976. године, отворила је и Летње олимпијске и Параолимпијске игре 2012. у Лондону, чиме је постала први шеф државе који је отворио две Олимпијаде у две земље. За Олимпијске игре у Лондону краљица се појавила у кратком филму приказаном током церемоније отварања, заједно са Данијелом Крејгом као Џејмсом Бондом. Дана 4. априла 2013, добила је почасну награду БАФТА за покровитељство филмске индустрије и на специјалној презентацији у замку Виндзор названа је „најупечатљивијом Бондовом девојком до сада”.
Краљица је 3. марта 2013. преноћила у Болници краља Едварда VII због предострожности након што је добила симптоме гастроентеритиса. Недељу дана касније, потписала је нову Повељу Комонвелта. Исте године, због својих година и потребе да ограничи путовања, одлучила је да не присуствује двогодишњем састанку шефова влада Комонвелта први пут у 40 година. Њу је на самиту у Шри Ланки представљао принц Чарлс. Дана 20. априла 2018. године, шефови влада Комонвелта објавили су да ће је на месту шефа Комонвелта наследити њен син Чарлс, што је краљица навела као своју „искрену жељу”. Подвргнута је операцији катаракте у мају 2018. године. У марту 2019. одустала је од вожње јавним путевима, углавном као последица саобраћајне несреће у којој је учествовао њен супруг два месеца раније.
Дана 21. децембра 2007, Елизабета је надмашила своју чукунбабу, краљицу Викторију, и постала најдуговечнији британски монарх, а постала је најдуже владајући британски монарх и најдуже владајућа краљица и жена на челу државе на свету 9. септембра 2015. године. Постала је најстарији живи монарх након смрти краља Абдулаха од Саудијске Арабије 23. јануара 2015. године. Касније је постала актуелни монарх са најдужим стажом и актуелни шеф државе са најдужим стажом након смрти краља Раме IX од Тајланда 13. октобра 2016, и најстарији актуелни шеф државе након оставке Роберта Мугабеа из Зимбабвеа 21. новембра 2017. године. Она је 6. фебруара 2017. постала први британски монарх који је обележио Сафирни јубилеј (65. годишњицу владавине), а 20. новембра те године била је први британски монарх који је прославио 70. годишњицу брака. Филип се повукао са својих званичних дужности као краљичин супруг у августу исте године.

### Пандемија и удовиштво
Дана 19. марта 2020. године, пошто је пандемија ковида 19 погодила Уједињено Краљевство, Елизабета се преселила у замак Виндзор и тамо је одвојена из предострожности. Њени јавни ангажмани су отказани, а замак Виндзор је следио строги санитарни протокол под надимком „ХМС Бабл”.
Дана 5. априла, у телевизијском преносу који је гледало око 24 милиона гледалаца у Уједињеном Краљевству, она је замолила људе да се „утеше да ће нам се, иако можда имамо још да издржимо, вратити бољи дани: поново ћемо бити са нашим пријатељима; поново ћемо бити са својим породицама; поново ћемо се срести.” Дана 8. маја, на 75. годишњицу Дана победе у Другом светском рату, у телевизијском преносу у 21 сат – у тачно време када се њен отац Џорџ VI обратио нацији истог дана 1945 — замолила је људе да „никада не одустају, никада не очајавају”. Године 2021, примила је прву и другу дозу вакцине против ковида 19 у јануару, односно априлу.
Принц Филип је умро 9. априла 2021, после 73 године брака, чиме је Елизабета постала први британски монарх који је владао као удовица или удовац од краљице Викторије. Она је наводно била поред кревета свог мужа када је умро, и насамо је приметила да је његова смрт „оставила огромну празнину”. Због ограничења ковида 19 у Енглеској у то време, Елизабета је седела сама на Филиповој сахрани, што је изазвало симпатије људи широм света. У свом божићном емитовању те године, које је на крају било њено последње, одала је лично почаст свом „вољеном Филипу”, рекавши: „Та несташна, упитна искра на крају је била тако светла као када сам га први пут угледала”.
Упркос пандемији, Елизабета је присуствовала државном отварању парламента у мају 2021, 47. самиту Г7 у јуну, и угостила америчког председника Џоа Бајдена у замку Виндзор. Бајден је био 14. председник САД са којим се краљица састала. Дана 25. децембра 2021. године, док је боравила у замку Виндзор, 19-годишњи Џасвант Синг Чајл провалио је у башту користећи мердевине од ужета и носећи самострел са циљем да убије Елизабету у знак освете за масакр у Амритсару. Пре него што је могао да уђе у било коју зграду, ухапшен је и задржан у складу са Законом о менталном здрављу. Он се 2023. године изјаснио кривим за покушај да се повреди или узбуни суверен.

### Платинасти јубилеј и после
Елизабетин Платинасти јубилеј почео је 6. фебруара 2022. године, обележавајући 70 година од када је ступила на престо после очеве смрти. У својој поруци поводом прославе, Елизабета је обновила своју посвећеност доживотној јавној служби, коју је првобитно обећала 1947. године.
Касније тог месеца, Елизабета је оболела од ковида 19 заједно са неколико чланова породице, али је показала само „благе симптоме налик прехлади”, и опоравила се до краја месеца. Елизабета је била присутна на служби захвалности за принца Филипа у Вестминстерској опатији 29. марта, али није могла да присуствује годишњој служби Дана Комонвелта тог месеца или краљевској великој служби у априлу, због „епизодичних проблема са мобилношћу”. Пропустила је државно отварање парламента у мају први пут у 59 година.
Током прославе Платинастог јубилеја, Елизабета је углавном била ограничена на појављивања на балкону и пропустила је Националну службу захвалности. Дана 13. јуна, постала је други најдуже владајући монарх у историји међу онима чији су тачни датуми владавине познати, са 70 година и 127 дана владавине — надмашивши тајландског краља Раму IX. Она је 6. септембра именовала свог 15. британског премијера, Лиз Трас, у замку Балморал у Шкотској. Ово је био једини пут да није примила новог премијера у Бакингемској палати током своје владавине. Ниједан други британски монарх није имао толико премијера. Краљичина последња јавна порука упућена је 7. септембра њеном народу у Канади, након напада ножем у Саскачевану.
Елизабета никада није планирала да абдицира, иако је имала мање јавних ангажмана како је старила, а принц Чарлс је преузимао све више њених дужности. Краљица је рекла канадској генералној гувернерки Адријен Кларксон на састанку 2002. године да никада неће абдицирати, изјавивши: „То није наша традиција. Мада, претпостављам да ако потпуно пошашавим, неко би морао нешто да уради”. У јуну 2022. године, Елизабета је срела надбискупа кентерверијског, Џастина Велбија, који ју је: „Сматрао неким ко нема страха од смрти, има наду у будућност, познаје стену на којој стоји и која јој даје снагу”.

## Смрт
Бакингемска палата је 8. септембра 2022. године издала саопштење: „Након темељне процене овог јутра, краљичини лекари су забринути за здравље њеног величанства и препоручили су јој да остане под медицинским надзором. Краљица се осећа удобно и у Балморалу.” Њена ужа породица је пожурила у Балморал. Умрла је мирно у 15:10 по британском времену у 96. години. Њена смрт је објављена јавности у 18:30, покренувши операцију „Лондонски мост” и, пошто је умрла у Шкотској, операцију „Једнорог”. Елизабета је била први монарх који је умро у Шкотској још од Џејмса V 1542. године. У њеној умрлици је узрок смрти забележен као „старост”; Џајлс Брандрет је такође известио да је Елизабета имала рак коштане сржи.
Дана 12. септембра, Елизабетин ковчег је однесен уз Ројал мајл у процесији до катедрале Светог Џајлса, где је на њега стављена круна Шкотске. Њен ковчег је остао у катедрали 24 сата, чуван од стране Краљевске чете стрелаца, током којих је око 33.000 људи прошло поред ковчега. Дана 13. септембра, њен ковчег је пребачен у ваздухопловну станицу Нортолт у западном Лондону где га је дочекала Лиз Трас, пре него што је наставио путовање до Бакингемске палате. Дана 14. септембра, њен ковчег је у војној поворци однесен у Вестминстер Хол, где је Елизабета лежала четири дана. Ковчег су чували припадници и Телохранитеља суверена и Домаће дивизије. Процењује се да је око 250.000 грађана прошло поред ковчега, као и политичари и друге јавне личности. Дана 16. септембра, Елизабетина деца су одржала бдење око њеног ковчега, а следећег дана је исто учинило и њених осморо унучади.
Елизабетина државна сахрана одржана је у Вестминстерској опатији 19. септембра, што је био први пут да је сахрана неког монарха одржана у опатији од Џорџа II 1760. године. Више од милион људи стајало је у низу улицама централног Лондона, а дан је проглашен нерадним у неколико земаља Комонвелта. У Виндзору је одржана последња поворка у којој је учествовало 1.000 војних лица, којој је присуствовало 97.000 људи. Елизабетин пони и два коргија стајали су поред поворке. После службе у капели Светог Ђорђа у замку Виндзор, Елизабета је са својим супругом Филипом сахрањена у Меморијалној капели краља Џорџа VI касније истог дана, на приватној церемонији којој су присуствовали њени најближи чланови породице.

## Наслеђе

### Веровања, активности и интересовања
Елизабета је ретко давала интервјуе, а мало се знало о њеним политичким ставовима, које није експлицитно износила у јавности. Неконвенционално је питати или откривати ставове монарха. Када ју је новинар Times-а Пол Раутлеџ питао о штрајку рудара 1984/85. током њеног обиласка новинских канцеларија, она је одговорила да се „све ради о једном човеку” (помињући Артура Скаргила), са којим се Раутлеџ није слагао. Раутлеџ је био критикован у медијима због постављања овог питања и тврдио је да није био упознат са протоколима. После референдума о независности Шкотске 2014, неко је чуо да је премијер Дејвид Камерон рекао да је Елизабета задовољна исходом. Она је вероватно издала јавну шифровану изјаву о референдуму тако што је једној жени изван Балморал Кирка рекла да се нада да ће људи „веома пажљиво” размислити о исходу. Касније се испоставило да је Камерон изричито захтевао да она изрази своју забринутост.
Елизабета је гајила дубок осећај верске и грађанске дужности и озбиљно је схватила своју заклетву са крунисања. Поред своје званичне верске улоге као врховног гувернера службене Цркве Енглеске, она је богослужила са том црквом и са националном Црквом Шкотске. Она је показала подршку међуверским односима и састала се са вођама других цркава и религија, укључујући петорицу папа: Пија XII, Јована XXIII, Јована Павла II, Бенедикта XVI и Фрању. Лична напомена о њеној вери често се налазила у њеној годишњој божићној поруци која се емитовала Комонвелту. Године 2000. рекла је:
За многе од нас, наша веровања су од фундаменталног значаја. За мене Христово учење и моја лична одговорност пред Богом представљају оквир у којем покушавам да водим свој живот. И ја сам, као и многи од вас, извлачила велику утеху у тешким временима из Христових речи и примера.
Елизабета је била покровитељ више од 600 организација и добротворних организација. Фондација Charities Aid Foundation процењује да је Елизабета помогла да се прикупи преко 1,4 милијарде фунти за покровитељство током своје владавине. У своје слободно време, краљица се посебно занимала за коње и псе, посебно своје пемброк велшке коргије. Њена доживотна љубав према коргијима почела је 1933. са Дукијем, првим од многих краљевских коргија. Она и њена породица, с времена на време, заједно су спремали спремали оброке, а потом прали судове.

### Приказ у медијима и јавно мњење
Током 1950-их, као млада жена на почетку своје владавине, Елизабета је била приказана као гламурозна „краљица из бајке”. После ужаса Другог светског рата, било је то време наде, период напретка и достигнућа који је најављивао „ново елизабетанско доба”. Оптужба лорда Олтринчама из 1957. да су њени говори звучали као говори „правоверне ученице” била је изузетно ретка критика. Крајем 1960-их, било је покушаја да се прикаже модернија слика монархије у телевизијском документарцу Краљевска породица и телевизијским преносом инвеституре Чарлса као принца од Велса. Елизабета је такође успоставила друге нове праксе; њена прва краљевска шетња, сусрет са обичним члановима јавности, десила се током турнеје по Аустралији и Новом Зеланду 1970. године. Њена гардероба развила је препознатљив стил вођен више практичношћу него модом. У јавности је носила углавном једнобојне капуте и украсне шешире, што јој је омогућавало да се лако препозна у гомили. До краја њене владавине, скоро једна трећина Британаца је видела или срела Елизабету лично.
На Елизабетином Сребрном јубилеју 1977. године, публика је била истински одушевљена; међутим, 1980-их, јавна критика краљевске породице је порасла, пошто су лични и пословни животи Елизабетине деце били под присмотром медија. Њена популарност је пала на најнижу тачку 1990-их. Под притиском јавног мњења, почела је први пут да плаћа порез на доходак, а Бакингемска палата је отворена за јавност. Иако се чинило да је подршка републиканизму у Британији била већа него у било ком тренутку то тада, ова идеологија је и даље била становиште мањине, а сама Елизабета је имала висок рејтинг одобравања. Критика је била усмерена на саму институцију монархије и понашање шире Елизабетине породице, а не на њено сопствено понашање и поступке. Незадовољство монархијом достигло је врхунац након смрти Дајане, принцезе од Велса, иако је Елизабетина лична популарност — као и општа подршка монархији — поново порасла након њеног телевизијског преноса пет дана након Дајанине смрти.
У новембру 1999, одржан је референдум у Аустралији на коме су се гласачи изјаснили за очување монархије. Многи републиканци су Елизабетиној личној популарности приписали опстанак монархије у Аустралији. Године 2010, премијерка Џулија Гилард је приметила да постоји „дубока наклоност” према Елизабети у Аустралији и да би још један референдум о монархији требало да сачека после њене владавине. Гилардин наследник, Малком Тернбул, који је водио републиканску кампању 1999. године, такође је веровао да Аустралијанци неће гласати за републику за њеног живота. „Она је изванредан шеф државе”, рекао је Тернбул 2021. године, „и искрено мислим да у Аустралији има више Елизабетанаца него монархиста”. Слично томе, на референдумима у Тувалуу 2008. и Сент Винсенту и Гренадинима 2009. бирачи су одбили предлоге за успостављање републике.
Анкете у Британији 2006. и 2007. откриле су снажну подршку монархији, а 2012. године, у години Елизабетиног Дијамантског јубилеја, њен рејтинг је достигао 90 процената. Њена породица је поново била под лупом у последњих неколико година њеног живота због повезаности њеног сина Ендруа са осуђеним сексуалним преступницима Џефријем Епстином и Гилејн Максвел, његове тужбе са Вирџинијом Ђуфре усред оптужби за сексуалну непогодност, као и повлачења њеног унука Харија и његове супруге Меган из краљевске породице и пресељења у Сједињене Државе. Анкете у Великој Британији током Платинастог јубилеја, међутим, показале су подршку одржању монархије и Елизабетина лична популарност је остала јака. До 2021. године остала је трећа жена на свету са највећим дивљењем према годишњој анкети Галупа, а њена 52 појављивања на листи значе да је била међу првих десет више од било које друге жене у историји спровођења ове анкете.
Елизабету су у разним медијима портретисали многи познати уметници, укључујући сликаре Пјетра Анигонија, Питера Блејка, Чинвеа Чуквуого-Роја, Теренса Кунеа, Лусијана Фројда, Ролфа Хариса, Дејмијена Херста, Џулијет Панет и Тај-Шана Ширенберга. Међу познатим Елизабетиним фотографима били су Сесил Битон, Јусуф Карш, Анвар Хусеин, Ени Либовиц, Лорд Личфилд, Тери О’Нил, Џон Свонел и Дороти Вајлдинг. Прву званичну портретну фотографију Елизабете направио је Маркус Адамс 1926. године.

## Титуле, почасти и обележја

### Титуле и почасти
Елизабета је имала многе титуле и почасне војне положаје широм Комонвелта, била је суверена многих ордена у својим земљама и добијала је почасти и награде из целог света. У сваком од својих земаља, имала је посебну титулу која је следила сличну формулу: краљица Свете Луције и њених других крунских земаља и територија у Светој Луци, краљица Аустралије и њених других крунских земаља и територија у Аустралији, итд. Елизабета је такође била проглашена бранитељком вере.

### Грбови
Од 21. априла 1944. до њеног ступања на власт, Елизабетин грб се састојао од штита са краљевским грбом Уједињеног Краљевства са разликом од три мала сребрна поља, од којих је средишње носило тјудорску ружу, а прво и треће крст Светог Ђорђа. По ступању на власт, наследила је разне грбове које је њен отац држао као суверен, са измењеном представом круне. Елизабета је такође поседовала краљевске стандарде и личне заставе за употребу у Уједињеном Краљевству, Канади, Аустралији, Новом Зеланду, Јамајци и другде.
- Грб војвоткиње од Единбурга (1947–1952)
- Краљевски грб Уједињеног Краљевства
- Краљевски грб Уједињеног Краљевства у Шкотској
- Краљевски грб Канаде

## Породично стабло
|  |                                                        |  |  |  |  |  |  |  |  |  |  |  |  |  |  |  |
|  | 16. Алберт фон Саксен-Кобург и Гота                    |  |  |  |  |  |  |  |  |  |  |  |  |  |  |  |
|  |                                                        |  |  |  |  |  |  |  |  |  |  |  |  |  |  |  |
|  |                                                        |  |  |  |  |  |  |  |  |  |  |  |  |  |  |  |
|  | 8. Едвард                                              |  |  |  |  |  |  |  |  |  |  |  |  |  |  |  |
|  |                                                        |  |  |  |  |  |  |  |  |  |  |  |  |  |  |  |
|  |                                                        |  |  |  |  |  |  |  |  |  |  |  |  |  |  |  |
|  | 17. Викторија Хановерска                               |  |  |  |  |  |  |  |  |  |  |  |  |  |  |  |
|  |                                                        |  |  |  |  |  |  |  |  |  |  |  |  |  |  |  |
|  |                                                        |  |  |  |  |  |  |  |  |  |  |  |  |  |  |  |
|  | 4. Џорџ V                                              |  |  |  |  |  |  |  |  |  |  |  |  |  |  |  |
|  |                                                        |  |  |  |  |  |  |  |  |  |  |  |  |  |  |  |
|  |                                                        |  |  |  |  |  |  |  |  |  |  |  |  |  |  |  |
|  | 18. Кристијан IX                                         |  |  |  |  |  |  |  |  |  |  |  |  |  |  |  |
|  |                                                        |  |  |  |  |  |  |  |  |  |  |  |  |  |  |  |
|  |                                                        |  |  |  |  |  |  |  |  |  |  |  |  |  |  |  |
|  | 9. Александра од Данске                                |  |  |  |  |  |  |  |  |  |  |  |  |  |  |  |
|  |                                                        |  |  |  |  |  |  |  |  |  |  |  |  |  |  |  |
|  |                                                        |  |  |  |  |  |  |  |  |  |  |  |  |  |  |  |
|  | 19. Лујза од Хесен-Касела                              |  |  |  |  |  |  |  |  |  |  |  |  |  |  |  |
|  |                                                        |  |  |  |  |  |  |  |  |  |  |  |  |  |  |  |
|  |                                                        |  |  |  |  |  |  |  |  |  |  |  |  |  |  |  |
|  | 2. Џорџ VI                                             |  |  |  |  |  |  |  |  |  |  |  |  |  |  |  |
|  |                                                        |  |  |  |  |  |  |  |  |  |  |  |  |  |  |  |
|  |                                                        |  |  |  |  |  |  |  |  |  |  |  |  |  |  |  |
|  | 20. Александар од Виртемберга                          |  |  |  |  |  |  |  |  |  |  |  |  |  |  |  |
|  |                                                        |  |  |  |  |  |  |  |  |  |  |  |  |  |  |  |
|  |                                                        |  |  |  |  |  |  |  |  |  |  |  |  |  |  |  |
|  | 10. Френсис од Тека                                    |  |  |  |  |  |  |  |  |  |  |  |  |  |  |  |
|  |                                                        |  |  |  |  |  |  |  |  |  |  |  |  |  |  |  |
|  |                                                        |  |  |  |  |  |  |  |  |  |  |  |  |  |  |  |
|  | 21. Клодин Реди фон Кис-Реде                           |  |  |  |  |  |  |  |  |  |  |  |  |  |  |  |
|  |                                                        |  |  |  |  |  |  |  |  |  |  |  |  |  |  |  |
|  |                                                        |  |  |  |  |  |  |  |  |  |  |  |  |  |  |  |
|  | 5. Марија од Тека                                      |  |  |  |  |  |  |  |  |  |  |  |  |  |  |  |
|  |                                                        |  |  |  |  |  |  |  |  |  |  |  |  |  |  |  |
|  |                                                        |  |  |  |  |  |  |  |  |  |  |  |  |  |  |  |
|  | 22. Адолф, војвода од Кембриџа                         |  |  |  |  |  |  |  |  |  |  |  |  |  |  |  |
|  |                                                        |  |  |  |  |  |  |  |  |  |  |  |  |  |  |  |
|  |                                                        |  |  |  |  |  |  |  |  |  |  |  |  |  |  |  |
|  | 11. Марија Аделајда од Кембриџа                        |  |  |  |  |  |  |  |  |  |  |  |  |  |  |  |
|  |                                                        |  |  |  |  |  |  |  |  |  |  |  |  |  |  |  |
|  |                                                        |  |  |  |  |  |  |  |  |  |  |  |  |  |  |  |
|  | 23. Аугуста од Хесен-Касела                            |  |  |  |  |  |  |  |  |  |  |  |  |  |  |  |
|  |                                                        |  |  |  |  |  |  |  |  |  |  |  |  |  |  |  |
|  |                                                        |  |  |  |  |  |  |  |  |  |  |  |  |  |  |  |
|  | 1. Елизабета                                           |  |  |  |  |  |  |  |  |  |  |  |  |  |  |  |
|  |                                                        |  |  |  |  |  |  |  |  |  |  |  |  |  |  |  |
|  |                                                        |  |  |  |  |  |  |  |  |  |  |  |  |  |  |  |
|  | 24. Томас Лајон Боуз                                   |  |  |  |  |  |  |  |  |  |  |  |  |  |  |  |
|  |                                                        |  |  |  |  |  |  |  |  |  |  |  |  |  |  |  |
|  |                                                        |  |  |  |  |  |  |  |  |  |  |  |  |  |  |  |
|  | 12. Клод Боуз-Лајон, 13. гроф од Стратмора и Кингхорна |  |  |  |  |  |  |  |  |  |  |  |  |  |  |  |
|  |                                                        |  |  |  |  |  |  |  |  |  |  |  |  |  |  |  |
|  |                                                        |  |  |  |  |  |  |  |  |  |  |  |  |  |  |  |
|  | 25. Шарлот Гримстед                                    |  |  |  |  |  |  |  |  |  |  |  |  |  |  |  |
|  |                                                        |  |  |  |  |  |  |  |  |  |  |  |  |  |  |  |
|  |                                                        |  |  |  |  |  |  |  |  |  |  |  |  |  |  |  |
|  | 6. Клод Боуз Лајон, 14. гроф од Стратмора и Кингхорна  |  |  |  |  |  |  |  |  |  |  |  |  |  |  |  |
|  |                                                        |  |  |  |  |  |  |  |  |  |  |  |  |  |  |  |
|  |                                                        |  |  |  |  |  |  |  |  |  |  |  |  |  |  |  |
|  | 26. Освалд Смит                                        |  |  |  |  |  |  |  |  |  |  |  |  |  |  |  |
|  |                                                        |  |  |  |  |  |  |  |  |  |  |  |  |  |  |  |
|  |                                                        |  |  |  |  |  |  |  |  |  |  |  |  |  |  |  |
|  | 13. Франсес Дора Смит                                  |  |  |  |  |  |  |  |  |  |  |  |  |  |  |  |
|  |                                                        |  |  |  |  |  |  |  |  |  |  |  |  |  |  |  |
|  |                                                        |  |  |  |  |  |  |  |  |  |  |  |  |  |  |  |
|  | 27. Хенријента Милдред Хоџсон                          |  |  |  |  |  |  |  |  |  |  |  |  |  |  |  |
|  |                                                        |  |  |  |  |  |  |  |  |  |  |  |  |  |  |  |
|  |                                                        |  |  |  |  |  |  |  |  |  |  |  |  |  |  |  |
|  | 3. Елизабет Боуз Лајон                                 |  |  |  |  |  |  |  |  |  |  |  |  |  |  |  |
|  |                                                        |  |  |  |  |  |  |  |  |  |  |  |  |  |  |  |
|  |                                                        |  |  |  |  |  |  |  |  |  |  |  |  |  |  |  |
|  | 28. Чарлс Кевендиш-Бентинк                             |  |  |  |  |  |  |  |  |  |  |  |  |  |  |  |
|  |                                                        |  |  |  |  |  |  |  |  |  |  |  |  |  |  |  |
|  |                                                        |  |  |  |  |  |  |  |  |  |  |  |  |  |  |  |
|  | 14. Чарлс Кевендиш-Бентинк                             |  |  |  |  |  |  |  |  |  |  |  |  |  |  |  |
|  |                                                        |  |  |  |  |  |  |  |  |  |  |  |  |  |  |  |
|  |                                                        |  |  |  |  |  |  |  |  |  |  |  |  |  |  |  |
|  | 29. Ана Велесли                                        |  |  |  |  |  |  |  |  |  |  |  |  |  |  |  |
|  |                                                        |  |  |  |  |  |  |  |  |  |  |  |  |  |  |  |
|  |                                                        |  |  |  |  |  |  |  |  |  |  |  |  |  |  |  |
|  | 7. Сесилија Кевендиш-Бентинк                           |  |  |  |  |  |  |  |  |  |  |  |  |  |  |  |
|  |                                                        |  |  |  |  |  |  |  |  |  |  |  |  |  |  |  |
|  |                                                        |  |  |  |  |  |  |  |  |  |  |  |  |  |  |  |
|  | 30. Едвард Бернаби                                     |  |  |  |  |  |  |  |  |  |  |  |  |  |  |  |
|  |                                                        |  |  |  |  |  |  |  |  |  |  |  |  |  |  |  |
|  |                                                        |  |  |  |  |  |  |  |  |  |  |  |  |  |  |  |
|  | 15. Луиза Кевендиш-Бентинк                             |  |  |  |  |  |  |  |  |  |  |  |  |  |  |  |
|  |                                                        |  |  |  |  |  |  |  |  |  |  |  |  |  |  |  |
|  |                                                        |  |  |  |  |  |  |  |  |  |  |  |  |  |  |  |
|  | 31. Ана Каролина Солсбери                              |  |  |  |  |  |  |  |  |  |  |  |  |  |  |  |
|  |                                                        |  |  |  |  |  |  |  |  |  |  |  |  |  |  |  |
|  |                                                        |  |  |  |  |  |  |  |  |  |  |  |  |  |  |  |

## Породица

### Супружник
| Име                               | Слика | Датум рођења  | Датум смрти    |
| --------------------------------- | ----- | ------------- | -------------- |
| Принц Филип, војвода од Единбурга |       | 10. јун 1921. | 9. април 2021. |

### Деца
| Име          | Слика | Датум рођења       | Супружник                                 |
| ------------ | ----- | ------------------ | ----------------------------------------- |
| Чарлс III    |       | 14. новембар 1948. | Дајана, принцеза од Велса; Краљица Камила |
| Принцеза Ана |       | 15. август 1950.   | Марк Филипс; Тимоти Лоренс                |
| Принц Ендру  |       | 19. фебруар 1960.  | Сара, војвоткиња од Јорка                 |
| Принц Едвард |       | 10. март 1964.     | Софија, војвоткиња од Единбурга           |